# Sklop kuća Radić (Romac) u Bolu
Sklop kuća Radić (Romac) u mjestu Bolu, predstavlja zaštićeno kulturno dobro.

## Opis dobra
Vrijeme nastanka: 18. stoljeće. Sklop Radić (Romac) smješten je u istočnom dijelu Bola. Čitav sklop ograđen je visokim kamenim zidom. Čini ga stambena katnica s pokrovljem položena na sjevernoj strani, dok su na jugu kuhinja i katnica s altanom. Dvorište je popločeno kamenim pločama i odjeljeno zidom s lučnim otvorima, dijelom zazidanima. Sklop je vrijedan primjer stambeno-gospodarske arhitekture XVIII. stoljeća. Sklop ima veliki povijesni značaj kao rodna kuća istaknutih Boljana (Frane i Antun Radić). Općina Bol otkupila je dio sklopa u kojem se čuva zbirka Romac te planira začetak budućeg zavičajnog muzeja.

## Zaštita
Pod oznakom P-5322 zaveden je kao nepokretno kulturno dobro - pojedinačno, pravna statusa preventivno zaštićena kulturnog dobra, klasificirano kao "profana graditeljska baština".